# Monument 90 jaar Hindoestaanse immigratie
Er staat een monument voor 90 jaar Hindoestaanse immigratie in het Liefdespark in Nieuw-Nickerie, Suriname.
Het monument werd op 5 juni 1963 onthuld in het Statuutpark, zoals het park toen nog heette. Op die dag was het 90 jaar geleden dat de eerste Hindoestanen vanuit India in Suriname aankwamen. Ze bereikten Paramaribo met het schip Lalla Rookh, dat een symbool is geworden voor de Hindoestaanse immigratie. In Paramaribo werd de feestdag een dag eerder gevierd, op 4 juni. Dit had een organisatorische reden en maakte het mogelijk dat in elk geval een van de sprekers bij beide festiviteiten aanwezig kon zijn.